# Al Mukalla
Al Mukalla este un oraș în partea de sud a Yemenului, port la Oceanul Indian. Este reședința guvernoratului Hadhramaut. Centru universitar.